# Pongch'ŏn-gun
Pongch'ŏn-gun (koreanska: 봉천군) är en kommun i Nordkorea.   Den ligger i provinsen Södra Hwanghae, i den södra delen av landet, 110 km söder om huvudstaden Pyongyang.